# Александров, Анатолий Иванович
Анатолий Иванович Александров — советский журналист, краевед, заслуженный учитель РСФСР.

## Биография
Родился в семье фармацевта.
Окончил школу 2-й ступени в Сталинграде, в 1928 году, когда туда переехала его семья. Работал одним из строителей Сталинградского тракторного завода как арматурщик. В январе 1931 уже стал работать в Челябинске на строительстве Челябинского тракторного завода, осенью того же года стал журналистом в газете «Наш трактор», в августе 1935 стал заведующим отделом этой газеты, но в 1937 был уволен по причине «за непригодность работать в газете», сам Александров заявлял, что его уволили за антисоветскую деятельность.
В 1937 году очно окончил курсы в литературном отделе Ленинградского института журналистики, с 1931 окончил курсы для преподавателей истории и по 1940 год работал педагогом: сначала в школе № 6(8) Копейска, а потом в школе № 12(10) Челябинска. После демобилизации в 1946 до 1947 года работал в Каштакской школе № 14, а с 1947 по 1953 год был депутатом Челябинского городского совета и директором школы № 10. После 1953 года из-за инвалидности вместо директорской перешел на педагогическую работу: был учителем истории в школе № 10, а затем в № 147, один год проработал на должности методиста в Дворце пионеров и школьников имени Крупской. Летом 1987 года вышел на пенсию.

## Научная и преподавательская работа
В ходе работы преподавателем истории, увлекся краеведением, стал автором большого количества статей и книг, организовывал краеведческие конференции, экспедиции. В 1967 создал одно из первых учебных пособий по истории края, стал известен как лектор и методист. В 1973 году был участником Международного симпозиума преподавателей истории социалистических стран.

## Награды
Анатолий Иванович за свои неоднократно награждался:
- 1934 — грамота от ВЦИК СССР «за участие в строительстве ЧТЗ»;
- 1944 — орден Красной Звезды «за участие в Великой Отечественной войне»;
- 1945 — медаль «За победу над Германией в Великой Отечественной войне 1941-1945 гг.»;
- 1957 — заслуженный учитель РСФСР.